# Камалетдинов, Ренат Ревкатович
Ренат Ревкатович Камалетдинов (7 января 1954, Казань, Татарская АССР, РСФСР, СССР) — советский футболист, полузащитник, тренер по футболу и мини-футболу.

## Биография
Ренат Камалетдинов родился 7 января 1954 года в Казани.
Занимался футболом в казанской ДЮСШ «Трудовые резервы».
Играл на позиции полузащитника. Начал игровую карьеру в 1972 году в бакинском «Нефтчи», после того как проявил себя на проходившем в Сумгаите турнире «Надежда», где его признали лучшим футболистом.
Провёл в его составе в высшей лиге чемпионата СССР 7 матчей, забил 1 гол. Азербайджанская команда заняла по итогам сезона последнее, 16-е место и вылетела в первую лигу.
После этого провёл договорился о переходе в московский «Спартак» с его начальником Николаем Старостиным, написал заявление, но после массового исхода футболистов первый секретарь КП Азербайджанской ССР Гейдар Алиев пролоббировал в ЦК КПСС постановление о том, чтобы в сезоне-73 из «Нефтчи» никто не уходил. Камалетдинов остался в «Нефтчи», но в течение сезона-73 провёл только 1 матч в первенстве страны и 2 матча в Кубке.
В 1974 году перебрался в казанский «Рубин», выступавший во второй лиге. По итогам сезона-74 «Рубин» вышел в первую лигу, где провёл три года, прежде чем вылететь обратно. С первого же года выступлений Камалетдинов стал основным футболистом казанцев, проведя за пять сезонов 198 матчей и забив 27 мячей.
В 1979 году перебрался в «Турбину» из Набережных Челнов, выступавшую также во второй лиге. Камалетдинов имел предложения от ленинградского «Зенита», симферопольской «Таврии», куйбышевских «Крыльев Советов», но по семейным обстоятельствам не захотел покидать республику.
В дальнейшем выступал за казанские команды «Трудовые резервы», «Электрон», «Волна», «Тасма», за мини-футбольные казанские «Космос» и «Приволжанин», зеленодольскую «Диану».
Завершил карьеру в 1989 году, проведя сезон в составе «Рубина» в качестве играющего тренера, в 1990 году сосредоточился на тренерской работе, ассистируя старшему тренеру Ивану Золотухину. Затем работал тренером мини-футбольных команд: казанского «Приволжанина», «Тюмени», московского «Спартака», казахстанского «Актюбрентгена»/«Актобе-БТА», казанского «Ядрана», казанского «КАИ-Олимпа».
Живёт в Казани, работает тренером по мини-футболу.